# Afromevesia lissoaspus
Afromevesia lissoaspus là một loài tò vò trong họ Ichneumonidae.